# Nicola da Guardiagrele
Nicola da Guardiagrele patronyme de Nicola Gallucci ou encore  Nicola di Andrea di Pasquale (Guardiagrele, v. 1385 - Guardiagrele, v. 1462) est un sculpteur, orfèvre et peintre italien actif au XVe siècle.

## Biographie
Nicola da Guardiagrele est né à Guardiagrele une commune de la Province de Chieti dans les Abruzzes.
Les informations concernant sa biographie et sa formation sont rares. Ses œuvres témoignent d'une influence de l'art gothique et de l'école Toscane de Ghiberti.
Son œuvre est principalement composée d'orfèvrerie et les pièces qui nous sont parvenues sont pratiquement toutes signées et datées : ostensoirs, représentation du Christ en croix, bustes reliquaires, antependiums d'autel entre autres. Néanmoins de nombreuses sculptures lui sont attribuées ainsi qu'une peinture sur bois.
En collaboration avec Paolo Romano et Pietro Paolo da Todi il a réalisé les Douze Apôtres en argent qui se trouvaient au-dessus de l'autel de la chapelle papale avant le sac de Rome du 6 mai 1527. Vasari affirme dans Le Vite et que Paolo Romano aurait été le maître de Nicola da Guardiagrele et de Pietro Paolo da Todi, tandis que Le Filarete dans son traité  Trattato les cite en tant que collaborateurs dans cette entreprise.
Nicola da Guardiagrele s'est aussi adonné à l'enluminure et à la peinture comme l'atteste un livre d'Heures datant de 1420 environ conservé au musée Condé au Chateau de Chantilly et la Madonna dell'umiltà à la  Galerie des Offices à Florence.
Concernant la sculpture sur pierre et marbre, son activité reste incertaine car il est difficile de dissocier le travail du maître de celui de ses élèves et collaborateurs d'atelier. Néanmoins, une Annonciation se trouve au Bargello de Florence.

## Œuvres

### Orfèvrerie
- Ostensoir de Francavilla, argent doré, repoussé, ciselé, émail champlevé, 1413; église Santa Maria Maggiore (dite San Franco), Francavilla al Mare,
- Ostensoir de Atessa,(1418), argent, repoussé, ciselé, émail champlevé, Trésor di San Leucio, provenant da la Cathédrâle San Leucio, Atessa.
- Croix de Roccaspinalveti, (1420 env), repoussé, ciselé, émail champlevé, provenant de l'église San Michele, Roccaspinalveti:
- Nœud, bronze doré, repoussé, ciselé, émail champlevé; L'Aquila, Museo Nazionale d'Abruzzo.
- Croix, argento doré, repoussé, ciselé et bronze doré et perforé ; église San Michele, Roccaspinalveti,
- Croix de Sant'Agostino, (1420 - 1422), bois, argent repoussé, ciselé, émail champlevé, provenant de l'église Sant'Agostino, Lanciano, conservé au Musée Diocesien de Lanciano,
- Croix de Santa Maria Maggiore, (1422), bois, argent fondu, repoussé, ciselé, bronze doré, émail champlevé et translucide,  église Santa Maria Maggiore, Lanciano,
- Croix de Guardiagrele,(1431),  bois, argent doré, repoussé, ciselé, bronze perforé et doré, émail champlevé, filigrane et translucide, Musée du Dôme de Guardiagrele,
- Antependium de Teramo, (1433 - 1448) bois, argent doré,repoussé,ciselé, filigrane, émail champlevé, traslucide, aides d'atelier, Dôme de Teramo.
- Croix processionale,(1434), argent repoussé, ciselé, filigrane, partiellement doré, émail champlevé et traslucide et bronze perforé et doré, provenant de la Cathédrale de L'Aquila,  Museo Nazionale d'Abruzzo proveniente dal Cathédrale de l'Aquila.
- Croix de Monticchio, (1436), argent repoussé, ceselé, buliné, filigrane, partiellement doré, émail champlevé et filigrane, bronze doré et perforé, provenant de l'église San Nicola, Monticchio, Curia Arcivescovile, L'Aquila,
- Croix de Mutignano, (1443-1444), argent doré, repoussé,ciselé, filigrane, émail champlevé et traslucide, église Sant'Ilario. Mutignano, frazione de Pineto,
- Croix de Antrodoco, (1445-1450, argent doré et bronze perforé, Collegiata dell'Assunta,  Antrodoco,
- Calice Valignani,(1450), argent et or, émail champlevé et filigrane, (aides d'atelier); Trésor de San Giustino, provenant de la  Cathédrale San Giustino, Chieti,
- Croix de Lateran, (1451), argent repoussé, doré, ciselé, émail champlevé et bronze doré, perforé et ciselé, Archibasilique Saint-Jean-de-Latran, Rome
- Buste de San Giustino, (1455, retouches 1716),  argent doré, or et bronze, Cathédrale San Giustino (volé en 1982).

### Sculpture
- Couronnement de la Vierge,(1430 env), pierre blanche de la Maiella, Museo del Duomo di Guardiagrele,
- Deux Anges agenouillés,1430 env), pierre blanche de la Maiella, Museo del Duomo di Guardiagrele,
- Angelo nunziante, (1430 - 1440),  pierre, Dôme de Teramo,
- Vergine annunciata, (1430 - 1440),  pierre, Dôme de Teramo
- Décorations floréales, (1452- 1453) pierre, provenant de la maison natale de Teofilo Patini à Castel di Sangro, Museo dell'Opera del Duomo, Florence
- Annonciation, (1455 env), marbre, provenant de la Basilique Santa Maria Assunta, Castel di Sangro, Bargello,

### Miniature

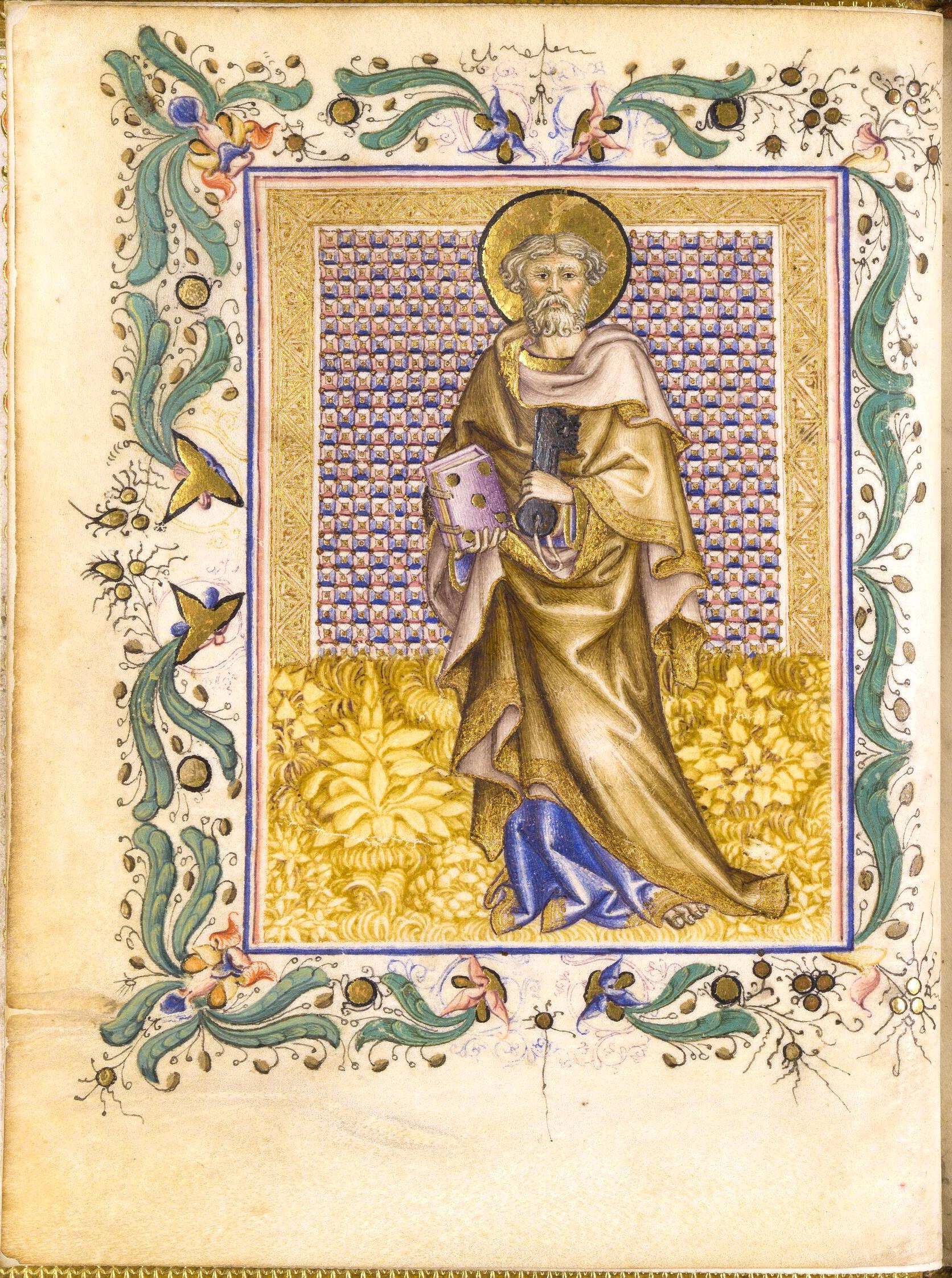
Livre des suffrages : saint Pierre, Musée Condé.

- Livre des suffrages, (1420 env) Musée Condé, Chantilly, Ms.100[3].

### Peinture
- Madonna dell'Umiltà, tempera sur bois (1420-1430 env), Galerie des Offices,

## Œuvres perdues
- Chapelle du Très-Saint-Sacrement (Santissimo Sacramento) (1459-1460) (aides d'atelier), cathédrale Sant'Emidio, Ascoli Piceno,
- Croix de procession (1432), église San Francesco (?), Guardiagrele,
- Croix de procession (1440 env.), église San Liberatore (Cappella dei Caduti), Atri,
- Livre d'Heures du duc d'Atri (1445 env.), Atri,

## Expositions
Nicola da Guardiagrele. Orafo tra Medioevo e Rinascimento. Le opere – I restauri
- Museo della Basilica papale di Santa Maria Maggiore di Roma ( 28 octobre au 8 décembre 2008);
- Museo Archeologico Nazionale di Villa Frigerj di Chieti (18 décembre 2008 au 1er février 2009);
- Museo Nazionale d'Abruzzo - Castello Cinquecentesco (7 février 2009 au 30 mars 2009).